# Buchholz (Aller)
Buchholz (Aller) är en kommun och ort i Landkreis Heidekreis i förbundslandet Niedersachsen i Tyskland.
Kommunen ingår i kommunalförbundet Samtgemeinde Schwarmstedt tillsammans med ytterligare fyra kommuner.